# Campeonato Mundial de Natação em Piscina Curta de 2014 - 1500 m livre masculino
A prova dos 1500 metros nado livre masculino do Campeonato Mundial de Natação em Piscina Curta de 2014 foi disputado em 7 de dezembro no Centro Aquático Aspire Sports Complex em Doha.

## Recordes
Antes desta competição, os recordes mundiais e do campeonato nesta prova eram os seguintes:
|    | Nome          | Nacionalidade | Tempo    | Local      | Data                |
| -- | ------------- | ------------- | -------- | ---------- | ------------------- |
| WR | Grant Hackett | Austrália     | 14:10.10 | Perth      | 7 de agosto de 2001 |
| CR | Yury Prilukov | Rússia        | 14:22.98 | Manchester | 13 de abril de 2008 |

Os seguintes recordes foram estabelecidos durante a competição:
| Date          | Prova | Nome                 | Nacionalidade | Tempo    | Recorde |
| ------------- | ----- | -------------------- | ------------- | -------- | ------- |
| 7 de dezembro | Final | Gregorio Paltrinieri | Itália        | 14:16.10 | CR      |

## Medalhistas
| Ouro                       | Prata                  | Bronze              |
| Gregorio Paltrinieri (ITA) | Oussama Mellouli (TUN) | Ryan Cochrane (CAN) |

## Resultados
A prova ocorreu dia 7 de dezembro. 
| Colocação         | Bateria | Raia | Nome                 | Nacionalidade  | Tempo    | Notas |
| ----------------- | ------- | ---- | -------------------- | -------------- | -------- | ----- |
| Medalha de ouro   | 6       | 7    | Gregorio Paltrinieri | Itália         | 14:16.10 | CR    |
| Medalha de prata  | 6       | 1    | Oussama Mellouli     | Tunísia        | 14:18.79 |       |
| Medalha de bronze | 6       | 6    | Ryan Cochrane        | Canadá         | 14:23.35 |       |
| 4                 | 6       | 2    | Pál Joensen          | Ilhas Feroé    | 14:26.54 |       |
| 5                 | 6       | 3    | Gabriele Detti       | Itália         | 14:29.94 |       |
| 6                 | 6       | 4    | Jordan Harrison      | Austrália      | 14:33.10 |       |
| 7                 | 4*      | 1    | Michael McBroom      | Estados Unidos | 14:34.31 |       |
| 8                 | 5*      | 5    | Richárd Nagy         | Eslováquia     | 14:35.50 |       |
| 9                 | 4*      | 6    | Qiu Ziao             | China          | 14:39.41 |       |
| 10                | 5*      | 6    | Jan Micka            | Chéquia        | 14:41.54 |       |
| 11                | 6       | 5    | Gergely Gyurta       | Hungria        | 14:42.39 |       |
| 12                | 4*      | 3    | Kohei Yamamoto       | Japão          | 14:42.55 |       |
| 13                | 5*      | 2    | Mads Glæsner         | Dinamarca      | 14:43.02 |       |
| 14                | 5*      | 7    | Shogo Takeda         | Japão          | 14:46.37 |       |
| 15                | 4*      | 4    | Vuk Čelić            | Sérvia         | 14:48.10 |       |
| 16                | 6       | 8    | Serhiy Frolov        | Ucrânia        | 14:49.65 |       |
| 17                | 5*      | 4    | Florian Vogel        | Alemanha       | 14:49.68 |       |
| 18                | 4*      | 5    | Henrik Christiansen  | Noruega        | 14:50.61 |       |
| 19                | 5*      | 3    | Nathan Capp          | Nova Zelândia  | 14:50.82 |       |
| 20                | 4*      | 8    | Esteban Enderica     | Equador        | 14:51.93 |       |
| 21                | 4*      | 0    | Martin Bau           | Eslovênia      | 14:52.56 |       |
| 22                | 5*      | 8    | Dániel Dudás         | Hungria        | 14:53.36 |       |
| 23                | 5*      | 0    | Sören Meissner       | Alemanha       | 14:54.82 |       |
| 24                | 5*      | 1    | Michael Klueh        | Estados Unidos | 14:54.90 |       |
| 25                | 3*      | 3    | Martín Naidich       | Argentina      | 14:54.91 |       |
| 26                | 3*      | 2    | Marcelo Acosta       | El Salvador    | 14:54.92 |       |
| 27                | 3*      | 6    | Sven Saemundsson     | Croácia        | 15:02.24 |       |
| 28                | 3*      | 0    | Cho Cheng-chi        | Taipé Chinesa  | 15:09.07 |       |
| 29                | 3*      | 7    | Oli Mortensen        | Ilhas Feroé    | 15:10.09 |       |
| 30                | 4*      | 2    | Felix Auboeck        | Áustria        | 15:10.25 |       |
| 31                | 3*      | 1    | Christoph Meier      | Liechtenstein  | 15:11.38 |       |
| 32                | 3*      | 4    | Jan Kutník           | Chéquia        | 15:12.04 |       |
| 33                | 5*      | 9    | Filip Zaborowski     | Polónia        | 15:18.42 |       |
| 34                | 4*      | 7    | Wei Haobo            | China          | 15:20.21 |       |
| 35                | 3*      | 5    | Nezır Karap          | Turquia        | 15:21.28 |       |
| 36                | 3*      | 8    | Pedro Pinotes        | Angola         | 15:32.16 |       |
| 37                | 2*      | 2    | Pol Dourdet          | Andorra        | 15:45.56 |       |
| 38                | 2*      | 6    | Eric Culver          | Porto Rico     | 15:48.42 |       |
| 39                | 2*      | 3    | Khader Baqlah        | Jordânia       | 15:48.57 |       |
| 40                | 2*      | 4    | Imadeddine Tchouar   | Argélia        | 15:54.72 |       |
| 41                | 2*      | 5    | Geoffrey Butler      | Ilhas Caimã    | 16:03.27 |       |
| 42                | 2*      | 8    | Fahad Alkhaldi       | Filipinas      | 16:03.72 |       |
| 43                | 2*      | 7    | Sanu Debnath         | Índia          | 16:05.63 |       |
| 44                | 3*      | 9    | Jesús Monge          | Peru           | 16:10.92 |       |
| 45                | 2*      | 1    | Yousef Allowghani    | Kuwait         | 16:14.99 |       |
| 46                | 2*      | 9    | Mark Burnley         | Curaçau        | 16:21.88 |       |
| 47                | 2*      | 0    | Arian Oliaei         | Irão           | 16:40.76 |       |
| 48                | 1*      | 5    | Ahnt Khaung Htut     | Myanmar        | 17:56.04 |       |
| 49                | 1*      | 4    | Tommy Imazu          | Guam           | 18:30.42 |       |
| —                 | 4*      | 9    | Ahmed Mathlouthi     | Tunísia        |          | DNS   |

* Correu em Baterias mais lentas.
Legenda
| Recorde mundial       | Recorde mundial (World record)               |                       | Recorde africano                      | Recorde africano (African) |                                           | Q | Classificado por posição (Qualified) |
| Recorde do campeonato | Recorde do campeonato (Championship record)  | Recorde da América    | Recorde da América (Americas)         | q                          | Classificado por melhor tempo (Qualified) |   |                                      |
| Melhor marca do ano   | Melhor marca do ano (World leading)          | Recorde asiático      | Recorde asiático (Asian)              | DNS                        | Não largou (Did not start)                |   |                                      |
| Recorde nacional      | Recorde nacional (National record)           | Recorde europeu       | Recorde europeu (European)            | DNF                        | Não terminou (Did not finish)             |   |                                      |
| Recorde pessoal       | Recorde pessoal do atleta (Personal best)    | Recorde da Oceania    | Recorde da Oceania (Oceania)          | DSQ / DQ                   | Desclassificado (Disqualified)            |   |                                      |
| Recorde da temporada  | Recorde da temporada do atleta (Season best) | Recorde sul-americano | Recorde sul-americano (South America) | NM                         | Sem marca (No mark)                       |   |                                      |